# League of Ireland Cup
La Coppa di Lega irlandese, o League of Ireland Cup, è una competizione calcistica a cui partecipano tutte le squadre appartenenti alla FAI. In alcune edizioni hanno partecipato anche squadre invitate appartenenti a leghe minori o a campionati giovanili.
Il torneo è stato creato nel 1973 per rimpiazzare la League of Ireland Shield. A partire dal 2005 la squadra campione otteneva un posto per la Setanta Cup, attualmente il club vincitore deve affrontare un match di spareggio con i campioni della First Division per ottenere l'accesso al torneo.
Dal 2009 il torneo è sponsorizzato dalla Electronic Arts, per questo motivo ha preso il nome di EA Sports Cup.
Le edizioni 2020 e 2021 sono state cancellate a seguito delle restrizioni causate dalla pandemia di COVID-19, e non si sono ancora tenute le successive edizioni da allora.

## Formula
La formula della competizione è cambiata diverse volte nel corso degli anni. Per molte stagioni la coppa di lega è stata giocata prima dell'inizio del campionato; le squadre venivano divise in 6 gruppi da 4, alla seconda fase accedevano le vincenti di ogni gruppo più le migliori due tra le seconde. La fase ad eliminazione diretta si svolgeva durante la stagione regolare, con turni infrasettimanali.
Negli anni 90 è stato adottata la formula ad eliminazione diretta, tuttavia dopo alcune edizioni si è tornati ad una prima fase a gruppi (8 raggruppamenti da 3 squadre).
Dal 2006 il torneo ha adottato nuovamente la formula dell'eliminazione diretta in gara singola.
Anche la finale ha cambiato formula molte volte: alcune edizioni si sono svolte in gara singola, altre con la formula dell'andata e ritorno. Attualmente la finale si gioca in gara singola sul terreno di una delle due finaliste, deciso tramite sorteggio.

## Finali
In caso di doppia finale è riportato in grassetto il risultato complessivo e nella riga sottostante i risultati delle gare di andata e ritorno.
| Stagione  | Campione         | Risultato                | Finalista                   |
| --------- | ---------------- | ------------------------ | --------------------------- |
| 1973/74   | Waterford United | 2 - 1                    | Finn Harps                  |
| 1974/75   | Bohemians        | 1-1, 2 - 1 (replay)      | Finn Harps                  |
| 1975/76   | Limerick         | 4 - 1 4-0, 0-1           | Sligo Rovers                |
| 1976/77   | Shamrock Rovers  | 1 - 0                    | Sligo Rovers                |
| 1977/78   | Dundalk          | 4 - 4 2-2, 2-2 (?-? dtr) | Cork Alberts                |
| 1978/79   | Bohemians        | 2 - 0                    | Shamrock Rovers             |
| 1979/80   | Athlone Town     | 4 - 2                    | St. Patrick's Athletic      |
| 1980/81   | Dundalk          | 0 - 0 0-0, 0-0 (?-? dtr) | Galway Rovers               |
| 1981/82   | Athlone Town     | 1 - 0                    | Shamrock Rovers             |
| 1982/83   | Athlone Town     | 2 - 1                    | Dundalk                     |
| 1983/84   | Drogheda Utd     | 3 - 1                    | Athlone Town                |
| 1984/85   | Waterford United | 2 - 1                    | Finn Harps                  |
| 1985/86   | Galway Utd       | 2 - 0                    | Dundalk                     |
| 1986/87   | Dundalk          | 1 - 0                    | Shamrock Rovers             |
| 1987/88   | Cork City        | 1 - 0                    | Shamrock Rovers             |
| 1988/89   | Derry City       | 4 - 0                    | Dundalk                     |
| 1989/90   | Dundalk          | 1 - 1 (4-1 dtr)          | Derry City                  |
| 1990/91   | Derry City       | 2 - 0                    | Limerick                    |
| 1991/92   | Derry City       | 1 - 0                    | Template:Calcio Bohemians N |
| 1992/93   | Limerick City    | 3 - 1                    | St. Patrick's Athletic      |
| 1993/94   | Derry City       | 3 - 1 1-0, 2-1           | Shelbourne                  |
| 1994/95   | Cork City        | 2 - 1 1-0, 1-1           | Dundalk                     |
| 1995/96   | Shelbourne       | 2 - 2 0-1, 2-1 (4-3 dtr) | Sligo Rovers                |
| 1996/97   | Galway Utd       | 4 - 2 3-1, 1-1           | Cork City                   |
| 1997/98   | Sligo Rovers     | 1 - 0 1-0, 0-0           | Shelbourne                  |
| 1998/99   | Cork City        | 2 - 1 1-1, 1-0           | Shamrock Rovers             |
| 1999/2000 | Derry City       | 5 - 2 3-1, 2-1           | Athlone Town                |
| 2000/01   | St Patrick's     | 5 - 3 3-1, 2-2           | UCD                         |
| 2001/02   | Limerick         | 2 - 2 2-1, 0-1 (3-2 dtr) | Derry City                  |
| 2003      | St Patrick's     | 1 - 0                    | Longford Town               |
| 2004      | Longford Town    | 2 - 1                    | Bohemians                   |
| 2005      | Derry City       | 2 - 1                    | UCD                         |
| 2006      | Derry City       | 0 - 0 (3-0 dtr)          | Shelbourne                  |
| 2007      | Derry City       | 1 - 0 (dts)              | Bohemians                   |
| 2008      | Derry City       | 6 - 1                    | Wexford Youths              |
| 2009      | Bohemians        | 3 - 1                    | Waterford United            |
| 2010      | Sligo Rovers     | 1 - 0                    | Monaghan United             |
| 2011      | Derry City       | 1 - 0                    | Cork City                   |
| 2012      | Drogheda Utd     | 3 - 1                    | Shamrock Rovers             |
| 2013      | Shamrock Rovers  | 2 - 0                    | Drogheda United             |
| 2014      | Dundalk          | 3 - 2                    | Shamrock Rovers             |
| 2015      | St Patrick's     | 0 - 0 (4-3 dtr)          | Galway United               |
| 2016      | St Patrick's     | 4 - 1                    | Limerick                    |
| 2017      | Dundalk          | 3 - 0                    | Shamrock Rovers             |
| 2018      | Derry City       | 3 - 1                    | Cobh Ramblers               |
| 2019      | Dundalk          | 2 - 2 (6-5 dtr)          | Derry City                  |

## Statistiche

### Vittorie per squadra
| Squadra                | Vittorie | Finali perse | Finali giocate |
| ---------------------- | -------- | ------------ | -------------- |
| Derry City             | 11       | 3            | 14             |
| Dundalk                | 7        | 4            | 11             |
| St. Patrick's Athletic | 4        | 2            | 6              |
| Athlone Town           | 3        | 2            | 5              |
| Cork City              | 3        | 2            | 5              |
| Limerick               | 3        | 2            | 5              |
| Bohemians              | 3        | 3            | 6              |
| Shamrock Rovers        | 2        | 8            | 10             |
| Sligo Rovers           | 2        | 3            | 5              |
| Galway Utd             | 2        | 2            | 4              |
| Waterford United       | 2        | 1            | 3              |
| Drogheda United        | 2        | 1            | 3              |
| Shelbourne             | 1        | 3            | 4              |
| Longford Town          | 1        | 1            | 2              |
| Finn Harps             | -        | 3            | 3              |
| UCD                    | -        | 2            | 2              |
| Cork Alberts           | -        | 1            | 1              |
| Monaghan United        | -        | 1            | 1              |
| Wexford Youths         | -        | 1            | 1              |